# Zhangpu
För andra betydelser, se Zhangpu (olika betydelser).
Zhangpu är ett härad inom staden Zhangzhou på prefekturnivå i provinsen Fujian i sydöstra Kina. Det ligger omkring 270 kilometer sydväst om provinshuvudstaden Fuzhou.
Zhangpu är indelat i 27 köpingar, fyra socknar (varav två etniska minoritetssocknar) och fyra administrativa enheter på sockennivå.
Köpingar (zhen):

- Changqiao (长桥镇)
- Chihu (赤湖镇)
- Dananban (大南坂镇)
- Duxun (杜浔镇)
- Fotan (佛昙镇)
- Guanxun (官浔镇)
- Gulei (古雷镇)
- Jiuzhen (旧镇镇)
- Liu'ao (六鳌镇)
- Maping (马坪镇)
- Pantuo (盘陀镇)
- Qianting (前亭镇)
- Shaxi (沙西镇)
- Shentu (深土镇)
- Shiliu (石榴镇)
- Sui'an (绥安镇)
- Xiamei (霞美镇)

Socknar (xiang):

- Chitu (赤土乡)
- Nanpu (南浦乡)

Etniska minoritetssocknar (zu xiang) för shefolket:
- Chiling Chiling shezu xiang (赤岭畲族乡)
- Huxi Huxi shexu xiang (湖西畲族乡)

Områden på sockennivå:	
- Nanshan Huaqiao Chaguochang jordbruk (南山华侨茶果场)
- Xiacai Linchang skogsbruk (下蔡林场)
- Zhangpu Yanchang saltverk (漳浦盐场)
- Zhongxi Linchang skogsbruk (中西林场)